# فريدي شيبارد
فريدي شيبارد (بالإنجليزية: Freddy Shepherd)‏ (مواليد 1942 - 25 سبتمبر 2017)، هو رجل أعمال إنكليزي ورئيس سابق لنادي نيوكاسل يونايتد. خلاف فترة بقائه في نيوكاسل كان مساعدا وخليفة للسير جون هول كمدير للنادي لدمة عشر سنوات.